# Oswald Karch
Oswald Karch, né le 6 mars 1917 à Ludwigshafen (Royaume de Bavière) et mort le 28 janvier 2009 à Mannheim (Bade-Wurtemberg), est un ancien pilote automobile allemand. Il a principalement couru en formule 2 et en catégorie sport au début des années 1950. Il a notamment disputé le Grand Prix d'Allemagne 1953 sur Veritas, sa seule participation en championnat du monde des pilotes.

## Résultats en championnat du monde de Formule 1
| Saison | Écurie | Châssis    | Moteur             | Pneus  | GP disputé | Points inscrits | Classement |
| ------ | ------ | ---------- | ------------------ | ------ | ---------- | --------------- | ---------- |
| 1953   | Privé  | Veritas RS | Veritas 6 en ligne | Dunlop | Allemagne  | 0               | n.c.       |